# René Drèze
 (mai 2018).
Si vous disposez d'ouvrages ou d'articles de référence ou si vous connaissez des sites web de qualité traitant du thème abordé ici, merci de compléter l'article en donnant les références utiles à sa vérifiabilité et en les liant à la section « Notes et références ».
René Drèze, né à Laeken le 13 août 1915 et mort à Schaerbeek le 4 octobre 1963, est un homme politique belge.
René Drèze est un militant wallon. Durant ses études, il préside le Cercle des étudiants wallons de l'ULB. Il y invite de nombreux conférenciers et lutte contre la politique de neutralité choisie par la Belgique et participe dès le début du conflit entre la France et l'Allemagne à des organismes d'entraide avec la France où il rencontre notamment Valère Passelecq.
Devenu docteur en droit, il effectue un stage chez Albert Devèze. Pendant la guerre, il entre dans la Résistance et devient résistant armé. Au sortir de l'Occupation, il devient secrétaire du Parti libéral, devient conseiller communal de Schaerbeek et député de 1949 à 1950. Avec l'idée d'aider le Centre Harmel dans ses propositions, il dépose un projet de loi organisant une Consultation populaire sur le fédéralisme avec Maurice Destenay, René Dupriez et René Lefebvre.
Il participe aussi au Congrès national wallon de 1945, fonde une commission  dans le cadre du Comité d'action wallonne de Bruxelles chargée d'étudier la place de Bruxelles dans le cadre d'un futur État fédéral, commission où il retrouve notamment Marcel-Hubert Grégoire, Eugène Pauly, Edmond Donis, René Bourgeois.
Il redevient député de Bruxelles en 1958 et le restera jusqu'à sa mort en 1963.